# TSG Entertainment
TSG Entertainment Finance LLC (торговое название TSG Entertainment) — американская организация по финансированию фильмов, которая в основном финансирует фильмы в прямом эфире. TSG расшифровывается как её материнская компания The Seelig Group.
TSG была создана после выхода фильма «Родительский беспредел», чтобы заменить Dune Entertainment в результате того, что Dune не продлила свой контракт с 20th Century Fox. Fox искала новое долгосрочное соглашение о совместном финансировании и заключила сделку с TSG Entertainment. Финансовая организация была основана бывшим партнером Dune Чипом Силигом с большинством финансирования от Magnetar Capital при дополнительном финансировании от Зеелига и других. Силиг покинул Dune в мае 2011 года, чтобы создать новую финансирующую компанию. В то время TSG также искала некоторое (300—400 миллионов долларов) долговое финансирование от банков. В ноябре 2015 года китайская киностудия Bona Film Group инвестировала 235 миллионов долларов в TSG. Из-за приобретения The Walt Disney Company 21st Century Fox (без определённых единиц) 20 марта 2019 года Disney унаследовала сделку Fox с TSG для 20th Century Fox (теперь 20th Century Studios).
Логотип TSG — изображение человека с луком, стреляющего стрелой через несколько головок топоров, похожего на Одиссея из «Одиссеи» Гомера.

## Фильмы

### 2013
- Невероятная жизнь Уолтера Митти
- Воровка книг
- Выдача багажа
- Советник
- Чёрное рождение
- Копы в юбках
- Росомаха: Бессмертный
- Крепкий орешек: Хороший день, чтобы умереть
- Довольно слов
- Перси Джексон и Море чудовищ
- Дорога, дорога домой
- Кадры
- Транс[4]

### 2014
- Белль
- Общак
- Дикая
- Типа копы
- Пришествие Дьявола
- Другая женщина
- Планета обезьян: Революция
- Виноваты звёзды
- Люди Икс: Дни минувшего будущего
- Ночь в музее: Секрет гробницы
- Исчезнувшая
- Бёрдмэн
- Отель «Гранд Будапешт»
- Исход: Цари и боги[4]
- Kingsman: Секретная служба[4]

### 2015
- Вдали от обезумевшей толпы
- Заложница 3
- Элвин и бурундуки: Грандиозное бурундуключение
- Шпионский мост
- Отель «Мэриголд». Заселение продолжается
- Дальняя дорога
- Разрушение
- Джой[4]
- Марсианин[1]
- Полтергейст

### 2016
- По ту сторону двери
- Дэдпул[4]
- Люди Икс: Апокалипсис[1]
- День независимости: Возрождение[1]
- Дом странных детей мисс Перегрин[1]
- Скрытые фигуры
- Абсолютно потрясающий фильм[4]

### 2017
- Столик 19[a]
- Логан[5]
- Дневник слабака: Долгий путь[6]
- Чужой: Завет[7]
- Планета обезьян: Война[1]
- Моя кузина Рэйчел[8]
- Патти Кейкс[9]
- Прощай, Кристофер Робин[10]
- Форма воды
- Kingsman: Золотое кольцо
- Величайший шоумен

### 2018
- Бегущий в лабиринте: Лекарство от смерти[11]
- Дэдпул 2
- Тёмные отражения[12]
- Хищник[13]
- Ничего хорошего в отеле «Эль Рояль»
- Богемская рапсодия

### 2019
- Рождённый стать королём[14]
- Последствия
- Люди Икс: Тёмный Феникс[15] (первый фильм TSG после слияния Disney и Fox)
- Я иду искать
- К звёздам
- Люси в небесах
- Кролик Джоджо
- Терминатор: Тёмные судьбы
- Ford против Ferrari[16]

### 2020
- Под водой
- Спуск
- Зов предков
- Венди
- Новые мутанты
- Пустой человек[a]

### 2021
- Главный герой
- Дом на другой стороне
- Глаза Тэмми Фэй
- Последняя дуэль
- Неисправимый Рон (первый мультфильм TSG)
- Оленьи рога
- Вестсайдская история
- Аллея кошмаров

### 2022
- Смерть на Ниле
- Там, где раки поют[b] (первое сотрудничество TSG с Sony Pictures Entertainment)
- Приглашение[b]
- Быстрее пули[b]
- Королева-воин[b]
- Смотрите, как они бегут
- Мой домашний крокодил[b]
- Банши Инишерина
- Меню
- Империя света
- Аватар: Путь воды[b]
- Уитни Хьюстон. Потанцуйте со мной[b]
- Мой ужасный сосед[b]

### 2023
- Пропавшая без вести[b]
- 65
- Экзорцист Ватикана
- Шевалье
- Люби снова
- Бугимен
- Без обид
- Гран Туризмо
- Великий уравнитель 3
- Призраки в Венеции
- День благодарения
- Следующий гол — победный
- Наполеон
- Бедные-несчастные
- Кто угодно, но не ты

## Комментарии
1. 1 2  В титрах не указано
2. 1 2 3 4 5 6 7 8 9  Защищено авторским правом TSG Entertainment II